# Wisma Kerta
Wisma Kerta is een bestuurslaag in het regentschap Karangasem van de provincie Bali, Indonesië. Wisma Kerta telt 2354 inwoners (volkstelling 2010).